# Blood Chit

Blood Chit für den chinesischen Kriegsschauplatz

Der Blood Chit (engl. blood für Blut und angloindisch chit von hindi/hindustani चिट्ठी cițțhī oder chitthee für Notiz, Mitteilung, Nachricht), deutsche Bezeichnung auch Rettungsaufnäher oder Rettungszettel, ist ein Ausrüstungsstück der militärischen Luftfahrt und wird für gewöhnlich von Piloten mitgeführt, deren Auftrag sie über feindliches oder neutrales Territorium führt.
Auf dem Blood Chit wird in den gängigen Sprachen des Einsatzgebietes um Hilfe im Falle eines Abschusses des Piloten gebeten.

Chit aus der Ära des kalten Krieges für den europäischen „Kriegsschauplatz“

Die Idee des Chits kam erstmals im Jahre 1793 auf, als der französische Ballonpionier Jean-Pierre Blanchard seinen Ballon in den USA vorführte. Da ein Ballon nicht gesteuert werden kann und Blanchard so keine Möglichkeit hatte, seinen Landepunkt zu kontrollieren, erhielt er von US-Präsident George Washington einen Brief, in dem die Situation auf Englisch erklärt wurde, da Blanchard dieser Sprache nicht mächtig war.
Während des Ersten Weltkrieges wurde die Idee dann von britischen Piloten in Indien und Mesopotamien aufgegriffen. Die bei den Briten als Goolie Chits (von Goolie, Slang für Hoden) bezeichneten Stücke stellten in vier lokalen Sprachen (Arabisch, Urdu, Farsi, und Pashtu) den Versuch dar, die einheimische Bevölkerung davon abzuhalten, den abgeschossenen Piloten zu kastrieren und ihn zu ihrem Leibeigenen zu machen.
Im Zweiten Japanisch-Chinesischen Krieg wurde der Chit dann von Angehörigen der American Volunteer Group getragen, auf ihm wurde in Chinesisch um Hilfe und Schutz für die Piloten gebeten.
Der Text auf dem Bild ist hierfür ein Beispiel:

„Ich bin ein amerikanischer Pilot. Mein Flugzeug wurde abgeschossen. Ich spreche nicht deine Sprache, bin aber ein Feind der Japaner. Bitte versorge mich mit Nahrung und sorge dafür, dass ich zum nächsten alliierten Stützpunkt gebracht werde. Meine Regierung wird dich dafür gut entlohnen.“

Repro-Blood-Chit auf einer B-3 Bomberjacke

Als die USA 1941 offiziell in den Krieg eintraten, wurden die Blood Chits in mehr als 50 Sprachen angefertigt.
Typischerweise wurde der aus Seide, Stoff oder Leder bestehende Chit auf die Rückseite der Fliegerjacke genäht, allerdings war es auch üblich, den Chit in die Innenseite der Jacke zu nähen. Hierbei wurde die obere Seite nicht vernäht, womit sich eine brauchbare Kartentasche innerhalb der Jacke ergab.
Nach dem Zweiten Weltkrieg wurde der Blood Chit Standard-Ausrüstung für US-Piloten, aber auch für Sondereinheiten. Heutzutage enthalten Chits auch etwas landestypische Währung oder eintauschbare Gegenstände.